# Toki Horváth
Toki Horváth (geboren als: Gyula Toki Horváth, Kaposvár, 17 september 1920 - München, 13 oktober 1971) was een Hongaarse zigeunerviolist en orkestleider.

## Biografie
Horváth leerde in zijn jeugd vioolspelen. In 1931 werd hij op 10-jarige leeftijd eerste violist bij het Rajkó Orkest en in 1950 werd hij eerste violist van een ander gerenommeerd ensemble. Na de dood in 1940 van zigeunerviolist Imre Magyari, koning der zigeuners genoemd, kreeg Horváth die titel.
Met zijn orkest toerde hij door Europa en speelde hij onder meer in Duitsland, Engeland, Frankrijk en de Sovjet-Unie. In 1954 gaven zij concerten in Moskou (Tsjaikowski-zaal), Kiev en andere Russische steden.
Ten tijde van de Hongaarse opstand in 1956 bevond Horváth zich in Wenen in het kader van een West-Europese buitenlandse tournee. Ondanks het gevaar van represailles voor hem en zijn familie besloot hij niet meer naar zijn vaderland terug te keren. Zijn orkest werd gecontracteerd voor het Hongaarse restaurant 'Piroschka' in de westvleugel van het Haus der Kunst in München. Verder hadden zij nog internationale optredens in België, Duitsland, Frankrijk, Nederland, Oostenrijk, Noord-Afrika en de Verenigde Staten.
Na zijn dood op 51-jarige leeftijd werd Horváth op het Ostfriedhof in München bijgezet.

## Discografie
Lp's/albums
- Czardas
- Frenesie Tzigane
- Hungarian Folk - Songs
- Sa Banda De La Puzsta
- Toki Horvath King Of The Gypsies And His Hungarian Gypsy Band With Mihaly Szekely Bass

Singles/ep's
- Famous Hungarian Folk Songs
- Pusztafeuer
- Puszta Zauber
- Sa Banda De La Puzsta Hongroise